# Jaspidella carminiae
Jaspidella carminiae is een slakkensoort uit de familie van de Olividae. De wetenschappelijke naam van de soort is voor het eerst geldig gepubliceerd in 1992 door Petuch.